# Burwash (Sussex de l'Est)
Pour les articles homonymes, voir Burwash.
Burwash est une paroisse civile et un village du Sussex de l'Est, en Angleterre.